# Collegio plurinominale Lazio - 02 (2020)
Il collegio elettorale plurinominale Lazio - 02 è un collegio elettorale plurinominale della Repubblica italiana per l'elezione del Senato della Repubblica.

## Territorio
Come previsto dalla legge n. 51 del 27 maggio 2019, il collegio è stato definito tramite decreto legislativo all'interno della circoscrizione Lazio.
Il collegio comprende la zona definita dai tre collegi uninominali Lazio - 01 (Viterbo), Lazio - 05 (Guidonia Montecelio) e Lazio - 06 (Latina) quindi le provincie di Frosinone, Latina, Rieti e Viterbo e la città metropolitana di Roma Capitale ad eccezione del capoluogo Roma e dei comuni di Fiumicino e Ciampino.

## XIX legislatura

### Risultati elettorali
- Dati relativi a 2.601 sezioni su 2.605.

|                               | Fratelli d'Italia                                       | 463 475   | 34,48 | 2 | 700 718   | 52,14 | 3 |  |  |
|                               | Forza Italia                                            | 125 158   | 9,31  | 1 | 700 718   | 52,14 | 3 |  |  |
|                               | Lega per Salvini Premier                                | 106 930   | 7,96  | 1 | 700 718   | 52,14 | 3 |  |  |
|                               | Noi Moderati                                            | 5 155     | 0,38  | – | 700 718   | 52,14 | 3 |  |  |
|                               | Partito Democratico - Italia Democratica e Progressista | 202 991   | 15,10 | 1 | 277 466   | 20,64 | – |  |  |
|                               | Alleanza Verdi e Sinistra                               | 36 072    | 2,68  | – | 277 466   | 20,64 | – |  |  |
|                               | +Europa                                                 | 30 204    | 2,25  | – | 277 466   | 20,64 | – |  |  |
|                               | Impegno Civico – Centro Democratico                     | 8 199     | 0,61  | – | 277 466   | 20,64 | – |  |  |
|                               | Movimento 5 Stelle                                      | 209 020   | 15,55 | 1 | 209 020   | 15,55 | – |  |  |
|                               | Azione - Italia Viva                                    | 79 991    | 5,95  | – | 79 991    | 5,95  | – |  |  |
|                               | Italexit                                                | 23 374    | 1,74  | – | 23 374    | 1,74  | – |  |  |
|                               | Unione Popolare                                         | 17 887    | 1,33  | – | 17 887    | 1,33  | – |  |  |
|                               | Italia Sovrana e Popolare                               | 16 969    | 1,26  | – | 16 969    | 1,26  | – |  |  |
|                               | Partito Comunista Italiano                              | 9 798     | 0,73  | – | 9 798     | 0,73  | – |  |  |
|                               | Vita                                                    | 6 261     | 0,47  | – | 6 261     | 0,47  | – |  |  |
|                               | Alternativa per l'Italia (PdF - Exit)                   | 2 514     | 0,19  | – | 2 514     | 0,19  | – |  |  |
| Totale                        | Totale                                                  | 1 343 998 | 100   | 6 | 1 343 998 | 100   | 3 |  |  |
|                               |                                                         |           |       |   |           |       |   |  |  |
| Voti non validi               | Voti non validi                                         | 19 405    | 1,42  |   |           |       |   |  |  |
| Votanti                       | Votanti                                                 | 1 363 403 | 61,80 |   |           |       |   |  |  |
| Elettori                      | Elettori                                                | 2 206 040 |       |   |           |       |   |  |  |
|                               |                                                         |           |       |   |           |       |   |  |  |
| Data: 25 settembre 2022       |                                                         |           |       |   |           |       |   |  |  |
| Fonte: Ministero dell'interno |                                                         |           |       |   |           |       |   |  |  |

### Eletti

#### Eletti nei collegi uninominali
Eletti nella coalizione di centro-destra (FdI - Lega - FI - NM)
| Collegio uninominale   | Eletto | Eletto            | Partito           |
| ---------------------- | ------ | ----------------- | ----------------- |
| 1. Viterbo             |        | Claudio Durigon   | Lega              |
| 5. Guidonia Montecelio |        | Marco Silvestroni | Fratelli d'Italia |
| 6. Latina              |        | Claudio Fazzone   | Forza Italia      |

#### Eletti nella quota proporzionale
| Fratelli d'Italia                | Partito Democratico-IDP | Movimento 5 Stelle | Forza Italia      | Lega             |
| -------------------------------- | ----------------------- | ------------------ | ----------------- | ---------------- |
|                                  |                         |                    |                   |                  |
| Andrea Augello Nicola Calandrini | Bruno Astorre           | Stefano Patuanelli | Maurizio Gasparri | Andrea Paganella |

1. ↑  Deceduto il 28.04.2023; in data 09.05.2023 gli subentra Cinzia Pellegrino.
2. ↑  Deceduto il 03.03.2023; in data 21.03.2023 gli subentra Filippo Sensi.